# Lwowskie dziecko (Panzerwagen)
Der Panzerwagen Lwowskie dziecko (deutsch: Lemberger Kind) war ein improvisiertes Fahrzeug aus der Zeit des Polnisch-Sowjetischen Krieges.

## Geschichte
Nachdem die Arbeiten am Panzerwagen Bukowski im Juli 1920 abgeschlossen waren, widmeten sich die Werkstätten in Lemberg dem nächsten Panzerwagen-Projekt. Die Arbeiten wurden von den Wachtmeistern J. Kuzilek und J. Leśków geleitet. Für den Bau des Fahrzeugs diente, wie beim Panzerwagen Bukowski, ein Lastwagen der Marke Packard. Die Panzerung bestand auch hier aus alten deutschen Gabenschilden. Die Arbeiten konnten allerdings ohne Zeitdruck stattfinden. Aus diesem Grund wurde der Entwurf des neuen Panzerwagen deutlich Komplexer als beim Panzerwagen Bukowski. Man entschied sich, die Platten schräg statt gerade hoch zu montieren. Auf der Oberseite plante man einen drehbaren Turm mit einer französischen 3,7-cm-Kanone. Zusätzlich plante man noch zwei Maschinengewehre zur Nahverteidigung ein. An den Seiten wurden Öffnungen eingeplant, in denen Gewehre eingeschoben werden konnten.
Nachdem die Bauarbeiten begannen, wurde am 19. September 1920 das fast fertige Fahrzeug feierlich eingeweiht. An dieser Zeremonie nahmen Oberst Mączyński, Generalstabsoberst Mariański und Oberstleutnant Boguski teil. Damals erhielt das Fahrzeug den Namen Lwowskie dziecko. Über die gesamte Zeremonie wurde im „Kurier Lwowski“ (deutsch: Lemberger Kurier) berichtet. Auf die Einweihungszeremonie folgte eine Parade am Mickiewicz-Denkmal, an der die Panzerwagen Bukovsky und Lwowskie dziecko teilnahmen.

## Technische Daten
Die ursprüngliche Tragfähigkeit des Fahrgestells von Packard betrug 3 t und kam durch den Umbau mit 7 t an die maximale Belastungsgrenze. Angetrieben wurde das Fahrzeug durch einen wassergekühlten 4-Zylinder-Benzinmotor mit 33 PS und einem Hubraum von 5725 cm³. Die Vorderräder bestanden aus Vollgummi und lenkten das Fahrzeug. Die Hinterräder wurden angetrieben und bestanden aus doppelten Vollgummireifen. Alle Räder hatten die gleiche Größe von 36×5 Zoll. Das Getriebe ermöglichte dem Fahrzeug vier Vorwärtsgänge und einen Rückwärtsgang.
Die Panzerung bestand aus genieteten Grabenschilden mit 3–9 mm stärke. Diese wurden an der Front und am Heck stark abgewinkelt montiert um das durchdringen der Panzerung bei Feindbeschuss zu verhindern. Dadurch wirkte das Fahrzeug von der Seite wie eine abgestumpfte Pyramide. Die Bewaffnung bestand aus zwei Maschinengewehren vom Typ Maxim wz. 08 an der Front und am Heck und einer französischen 3,7-cm-Puteaux-SA-18-Kanone in einem drehbaren Turm. Als Besatzung gab es einen Fahrer, zwei Maschinengewehr-Schützen, einen Richtschützen für die Kanone, einen Ladeschützen und einen Kommandanten.

## Einsatz
Ein Einsatz des Panzerwagen Lwowskie dziecko ist nicht bekannt. Man weiß lediglich, dass er den Polnisch-Sowjetischen Krieg überstand und im März 1921 in der 6. Autostaffel in Lemberg stationiert war und zu Ausbildungszwecken diente. Über das weitere Schicksal des Fahrzeuges ist nichts bekannt, es ist jedoch wahrscheinlich, dass das Fahrzeug nach der Auflösung der 6. Autostaffel nicht mehr genutzt und demontiert wurde.